# Cava Manara
Cava Manara là một đô thị ở tỉnh Pavia trong vùng Lombardia của Ý, có cự ly khoảng 35 km về phía nam của Milan và khoảng 7 km về phía tây nam của Pavia.
Đô thị này được đặt tên theo Luciano Manara, một người Ý ái quốc.
Cava Manara giáp các đô thị sau: Bastida Pancarana, Bressana Bottarone, Carbonara al Ticino, Rea, San Martino Siccomario, Sommo, Travacò Siccomario, Zinasco.
Cava Taverna có tên này trong thế kỷ 13, thuộc Lomellina. Khu vực này đã được đổi tên thành Cava Manara năm 1863, và năm 1871, đô thị này sáp nhập các đô thị Torre de' Torti và Gerrechiozzo.